# Evangelisch-lutherische Pfarrkirche Großgarnstadt

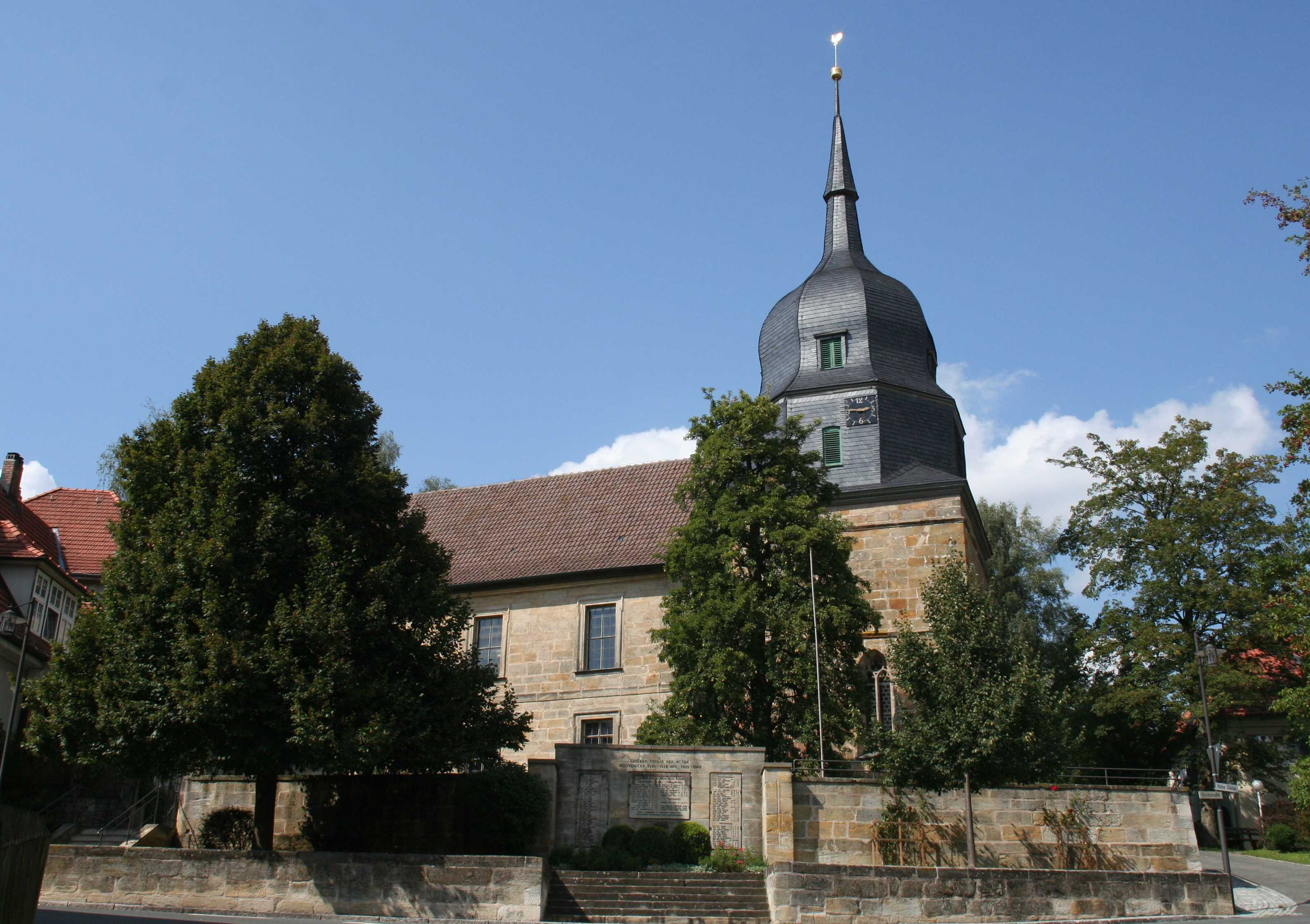
Pfarrkirche Großgarnstadt

Die evangelisch-lutherische Pfarrkirche Großgarnstadt im oberfränkischen Großgarnstadt, einem Gemeindeteil von Ebersdorf bei Coburg im Landkreis Coburg, stammt in ihrer heutigen Gestalt aus dem Anfang des 18. Jahrhunderts.

## Geschichte
Das Gotteshaus kam von der Urpfarrei Fechheim zu Kloster Sonnefeld und ist mindestens seit dem späten Mittelalter Pfarrkirche. Eine Kirche oder Kapelle wird für etwa 1100 vermutet. Die Pfarrei wurde 1270 erstmals in einer Urkunde des Klosters Sonnefeld erwähnt. Später hatte Kloster Langheim das Patronatsrecht inne. Im 13./14. Jahrhundert war die Anlage einer Wehrkirche mit Wehrturm, umgebenden Gaden, Mauer und Graben vorhanden. Die erste protestantische kursächsische Kirchenvisitation fand 1528/29 statt.
Den Vorgängerbau brannten 1632 im Verlauf des Dreißigjährigen Krieges die Truppen Wallensteins zusammen mit dem Ort nieder. Der Wiederaufbau erfolgte ab 1633 zuerst als provisorischer Holzbau. Der gotische Chorturm entstand wohl um 1500. Mit der Schweifkuppel bekam er 1668 im oberen Teil seine barocken Formen. Zwischen 1706 und 1708 ließ die wachsende Kirchengemeinde durch die Gebrüder Weinlein aus Coburg das Langhaus um drei Meter Richtung Westen verlängern und für den späteren Einbau eines dritten Emporengeschosses aufstocken. Die Gestaltung des Innenraums dauerte bis 1720. 1785 wurde die Sakristei angebaut. 1837 erfolgte die Neuherstellung der Fußbodenplatten und Kirchenbänke. Eine größere Renovierung erfolgte Anfang der 1960er Jahre sowie zwischen 1996 und 2002 eine Restaurierung der Bilder.

## Baubeschreibung

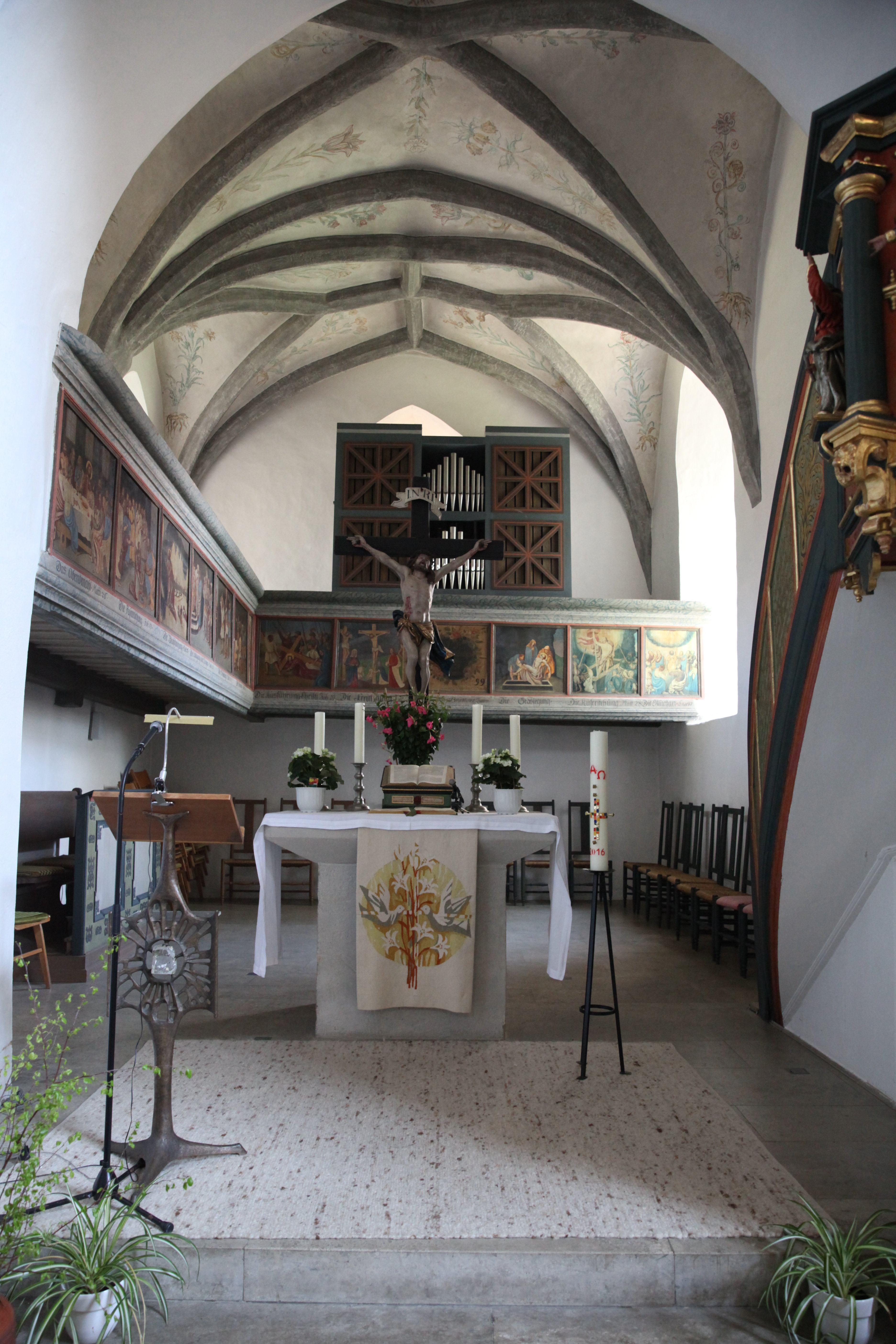
Chor

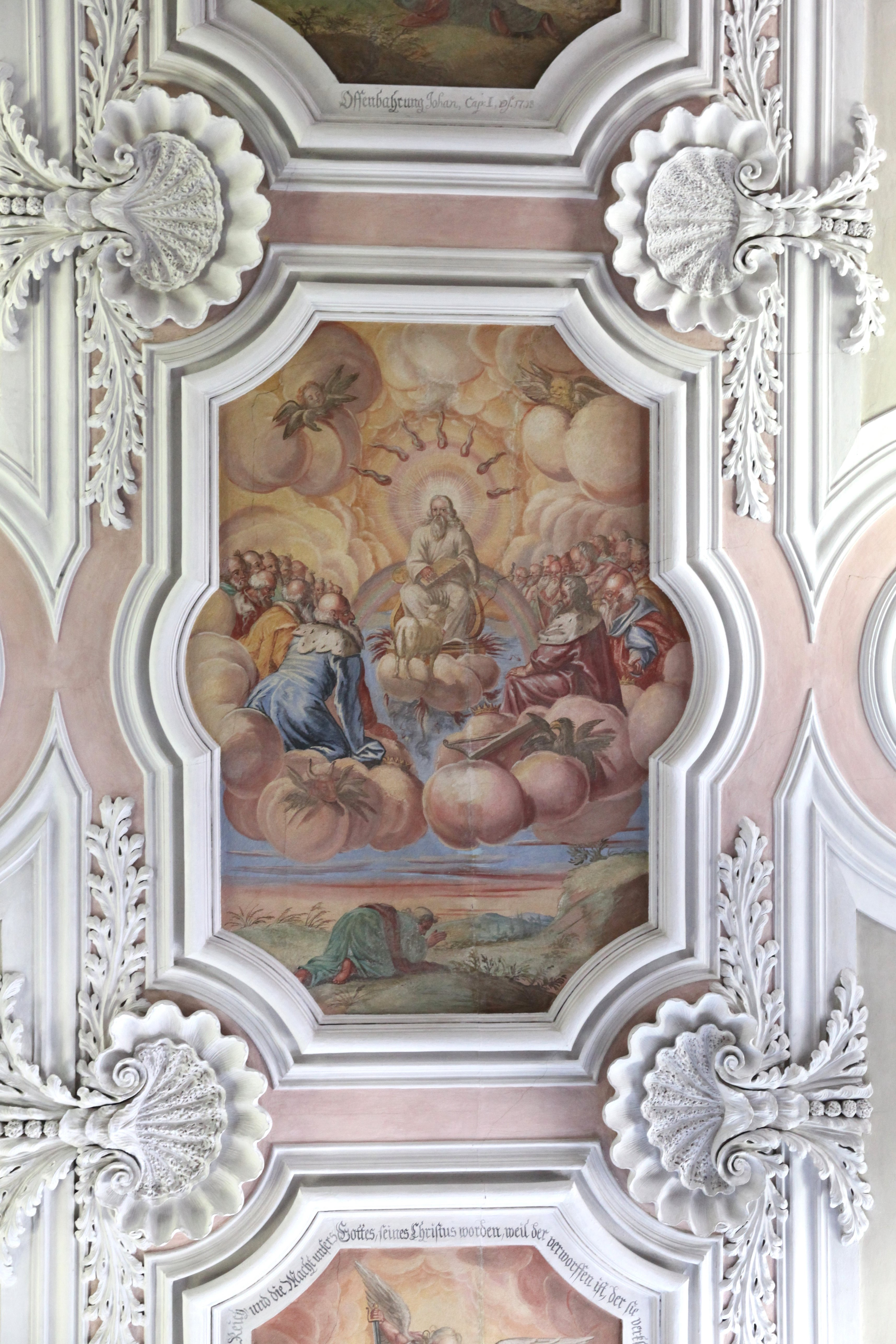
Deckengemälde

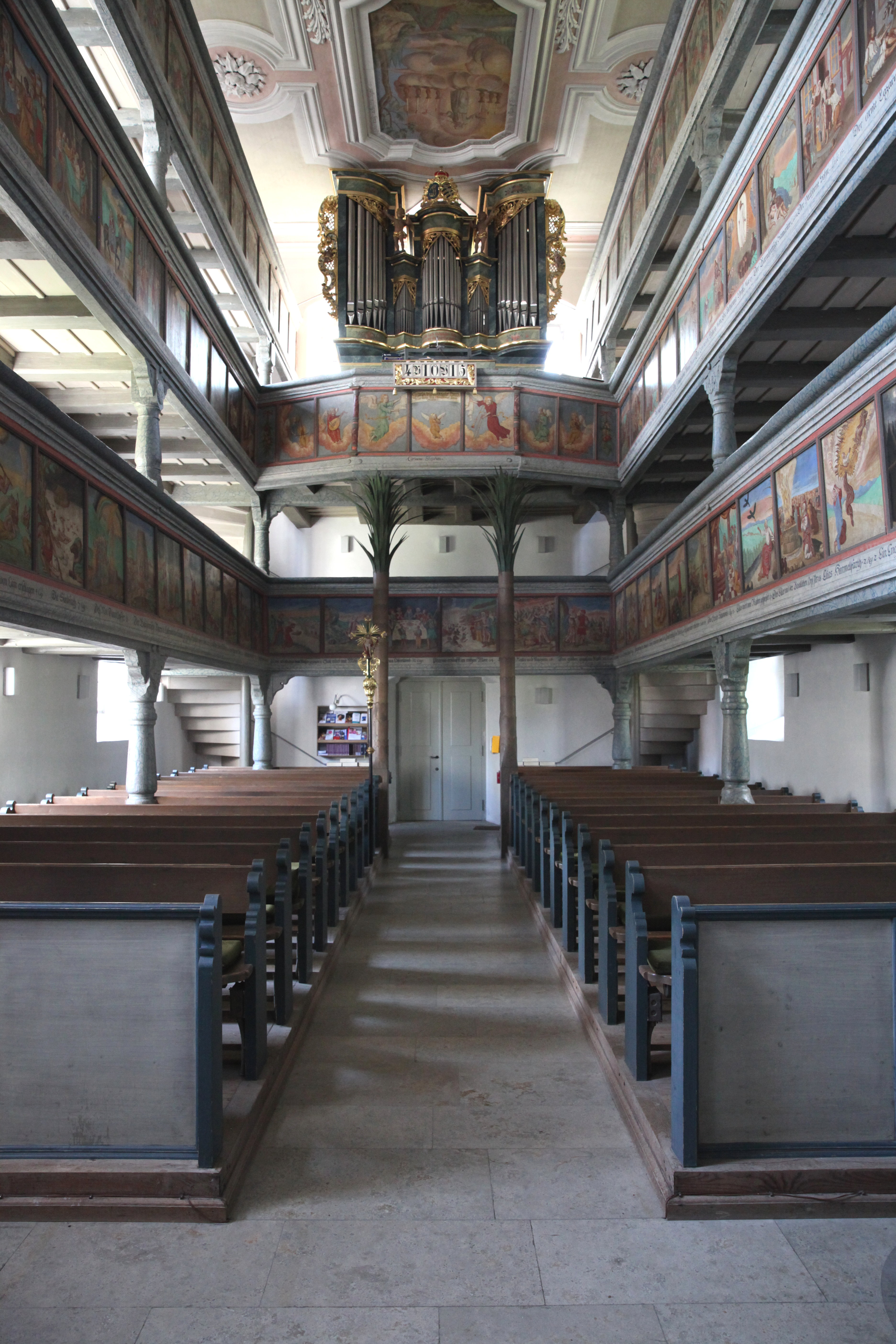
Kirchenschiff mit Orgel

Die auf einem kleinen Abhang stehende Pfarrkirche mit einem ehemals befestigten Friedhof ist Mittelpunkt des Dorfes. Die Chorturmkirche prägt ein massiver Turm in solider Quadertechnik. Oberhalb vom Chor ist ein Gesims, gefolgt von dem ersten Obergeschoss mit Fensterschlitzen an den drei Seiten, einem weiteren Gesims und einem Stück zweites Obergeschoss. Den oberen Abschluss bildet ein verschiefertes, achteckiges Geschoss mit Flachbogenfenstern und eine Schweifkuppel, die in die Helmspitze übergeht. Im Sockelgeschoss befindet sich der 6,4 Meter lange und 5,6 Meter breite Chor, überspannt von zwei Jochen, das vordere mit einem Sterngewölbe, das hintere mit einem Kreuzgewölbe, dazwischen eine durchlaufende Rippe. Die Felder zwischen den Rippen sind mit Heil- und Zierpflanzen bemalt. An den drei Seiten sind jeweils mittelgroße, lange Spitzbogenfenster mit Maßwerk vorhanden, auf der Nordseite teilweise zugemauert. Im Chorraum steht auf der Nord- und Südseite eine eingeschossige Empore. Deren Brüstungsfelder wurden 1799 von Johann Georg Brückner dem Jüngeren mit Szenen der Passionsgeschichte Jesu Christi bemalt. Manche Bilder mussten bei der Restaurierung Ende der 1990er Jahre neu gestaltet werden.
Das Langhaus ist 15,8 Meter lang und 7,8 Meter breit. Es wird von einer stuckierten Flachdecke mit drei großen Freskobildern überspannt. Die Decken- und zwei Wandgemälde sind Werke des Coburger Hofmalers Johann Schuster und entstanden um 1720. Die Deckengemälde des Kirchenschiffes zeigen drei Szenen aus der Offenbarung des Johannes. Über dem spitzbogigen Triumphbogen ist das Jüngste Gericht dargestellt, rechts neben der Kanzel die Taufe Jesu.
Dreigeschossige Emporen stehen an den Längsseiten. Die Westseite ist zweistöckig. Die obere Orgelempore tritt vor die untere Empore hervor und wird von hölzernen Säulen in Palmenform getragen. Die Emporenbrüstungen haben vertäfelte Füllungen, die mit kleinen, volkstümlichen Bildern bemalt sind. Die beiden unteren Etagen wurden zwischen 1706 und 1710 durch die Kleingarnstädter Maler Andreas und Cyriacus Stephan gestaltet. Die untere Empore zeigt Darstellungen mit Motiven des Alten und die mittlere Empore mit Motiven des Neuen Testamentes. Die obersten Emporen, an den Nord- und Südseiten um 1750 eingebaut, bemalte Johann Brückner der Ältere mit Blumen- und Fruchtdekor. Die Brüstung der Orgelempore zeigt den musizierenden himmlischen Hofstaat, der die Geburt Christi verkündet.
Die Fassade des Kirchenschiffes hat auf der Nordseite unten zwei Flachbogenfenster und oben drei rechteckige Fenster mit Ohren. Die dreiachsige Südfassade hat oben und unten rechteckige Fenster mit Ohren und Fascien sowie unten eine Tür. Sie wird durch ein Gesims geteilt. Auch der Westgiebel ist durch ein Gesims gegliedert, über dem sich zwei rechteckige Fenster mit einer Kartusche dazwischen befinden. Unten ist eine rechteckige Eingangstür vorhanden.

## Ausstattung
Die reich geschmückte Kanzel aus der Renaissance steht am südlichen Triumphbogen-Pfeiler. Sie trägt eine Bezeichnung mit dem Jahr 1633. Die Brüstung ist mit vier farbig gefassten Figuren der Evangelisten mit ihren jeweiligen Symbolen besetzt. Der Schalldeckel stammt aus den 1960er Jahren.
Das Altarkreuz ist die Arbeit eines unbekannten Bildhauers und stammt aus dem Jahr 1750. Zwei Vortragekreuze schmücken den Innenraum. Das eine steht beim Taufstein und stammt aus dem Jahr 1797. Das andere ist drei Jahre jünger und zeigt auf der einen Seite den gekreuzigten und auf der anderen den auferstandenen Jesus.
Der Grabstein an der Südseite des Gotteshauses erinnert an den ehemaligen Pfarrer Magister Christoph Richter (1680–1726) und seine Frau Rosalina (1680–1718).

## Orgel

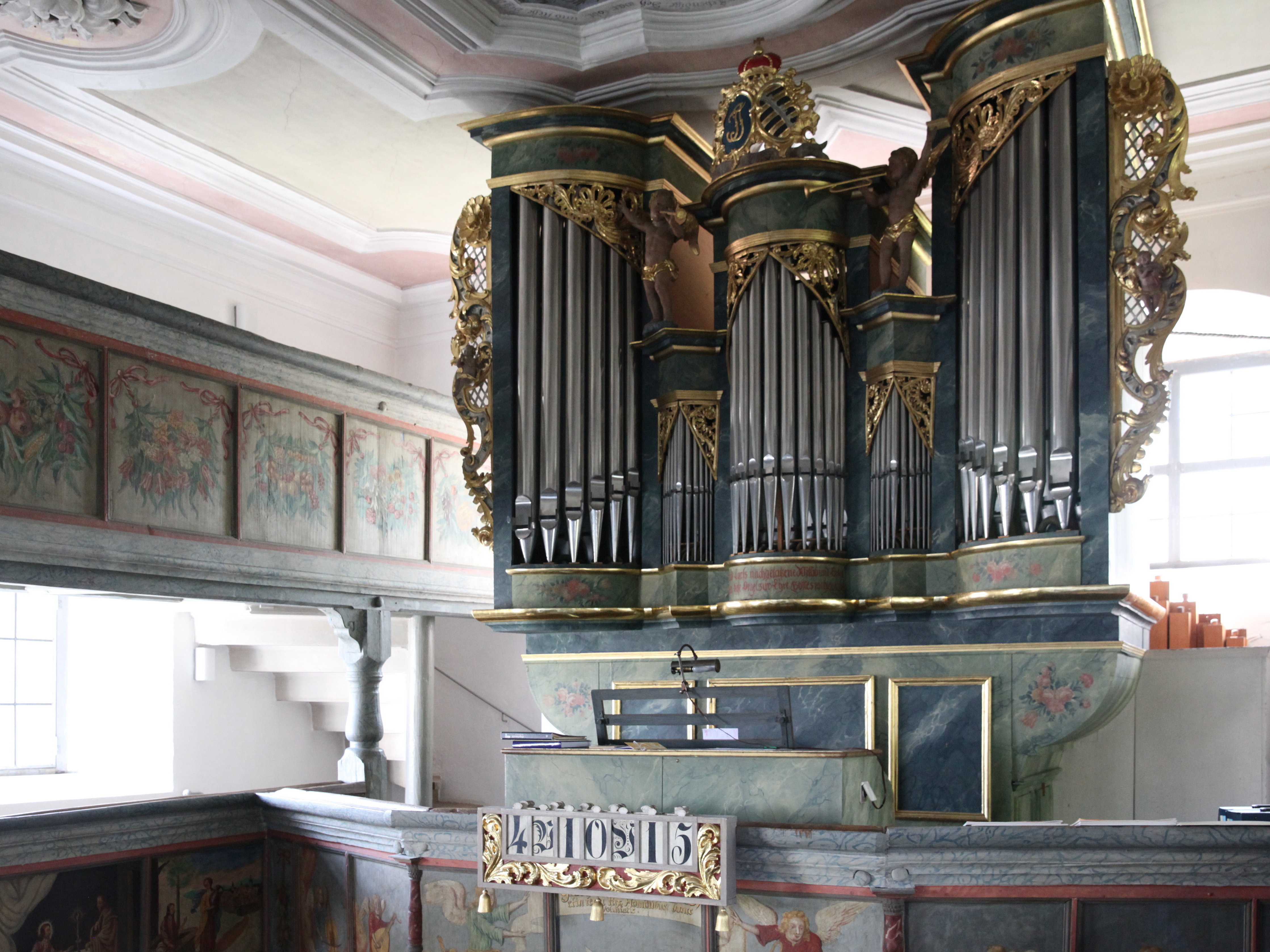
Emporen-Orgel

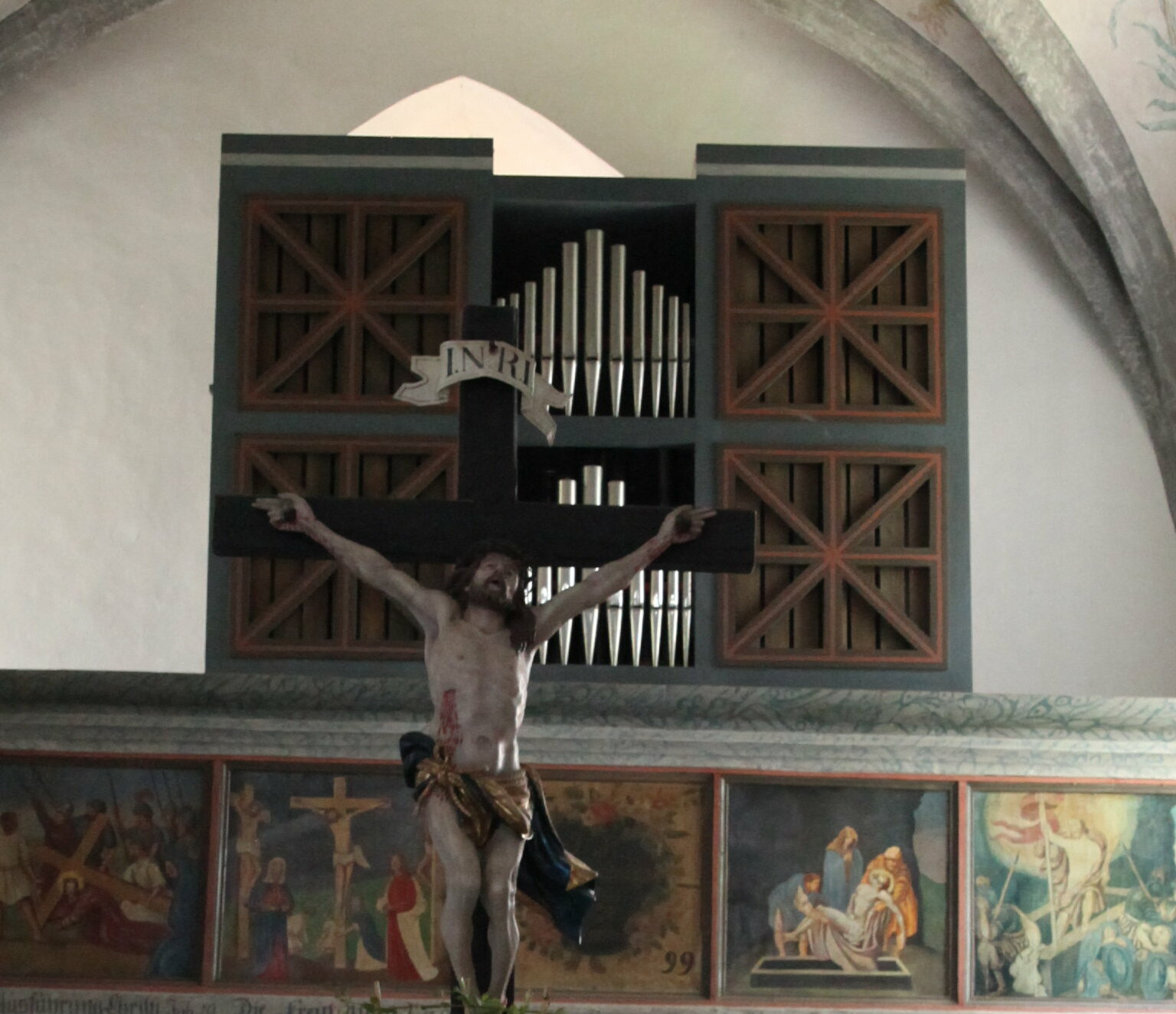
Chorwerk-Orgel

Vor 1687 wurde eine Orgel angeschafft, die 1707/1708 der Orgelbauer Johann Wiegleb aus Heldritt auf zehn Register erweiterte und in ein neues Gehäuse stellte. 1755 errichtete Wiegleb aus Schney eine neue Orgel mit 13 Registern auf einem Manual sowie Pedal, deren Pfeifenwerk 1831/1832 der Heldritter Laurenz Heybach weitgehend erneuerte. Von 1938 bis 1942 erweiterte der Orgelbauer Heinrich Keller aus Selb das Instrument nach Plänen von Johannes G. Mehl, unter Beibehaltung des alten Manualwerkes, um ein Positiv auf der Empore im Chorraum mit elektrischer Steuerung und fügte ein neues Pedal hinzu. Danach hatte das Hauptwerk zwölf Register, das Pedal vier Register und das Chorpositiv sechs Register. Ein elektrischer Spieltisch steht im Altarraum.
Im Jahr 1998 wurden bei einer Renovierung durch Gerhard Schmid in der Emporenorgel wieder zwei Register entfernt.
Die Orgel schmückt ein fünfteiliger Rokokoprospekt mit überhöhten seitlichen Halbsegmenttürmen, dazwischengeschalteten Spitzfeldern und einem mittleren Rundturm, über dem sich das herzogliche Doppelwappen mit den Initialen FJ (Franz Josias) befindet. Auf den Spitzfeldern stehen Engel mit Trompeten. Das Chorwerk hat einen dreiteiligen, doppelgeschossigen Prospekt, der im Mittelabschnitt zwei Pfeifenfelder übereinander enthält.
Die Disposition lautet:
| I Hauptwerk C–g3 |       |
| Quintade         | 16′   |
| Principal        | 8′    |
| Viol di Gamb     | 8′    |
| Gedackt          | 8′    |
| Octav            | 4′    |
| Flöte            | 4′    |
| Quinta           | 2 ⁄3′ |
| Octav            | 2′    |
| Mixtur III       | 1′    |
| Trompete         | 8′    |

| II Chorwerk C–g3 |    |
| Sing. Gedackt    | 8′ |
| Salicional       | 8′ |
| Nachthorn        | 4′ |
| Prinzipal        | 2′ |
| Sesquialter II   |    |
| Oktav            | 1′ |
| Tremulant        |    |

| Pedal       |     |
| Subbaß      | 16′ |
| Grobgedackt | 8′  |
| Pommerbaß   | 4′  |
| Choralbaß   | 4′  |

- Koppeln: II/I, I/P, II/P, Superoktavkoppel I/P, Superoktavkoppel II/P, Cantusfirmuskoppel II/P
- Spielhilfen: Tutti, Zungen ab
- Bemerkungen: Hauptwerk: Schleifladen, Chorwerk: Taschenladen, elektrische Spiel- und Registertraktur, freistehender Spieltisch, Barockprospekt von 1707

## Pfarrei
Zum Kirchsprengel mit knapp 1000 Gemeindemitgliedern gehören neben Großgarnstadt die Orte Friesendorf, Kleingarnstadt und Oberfüllbach.